# Aristosuchus
Aristosuchus is een geslacht van vleesetende theropode dinosauriërs, behorend tot de groep van de Coelurosauria, dat tijdens het vroege Krijt leefde in het gebied van het huidige Engeland. De typesoort is Aristosuchus pusillus.

## Naamgeving
In 1876 wees de Britse paleontoloog Richard Owen resten van een kleine dinosauriër, in 1864 door dominee William Darwin Fox gevonden op Wight in het vroege Barremien van de Wessexformatie, 128 miljoen jaar oud, toe aan het geslacht Poekilopleuron als een nieuwe soort: Poikilopleuron [sic] pusillus. De soortaanduiding betekent "van onbeduidende grootte" in het Latijn. In 1887 besloot Harry Govier Seeley er een eigen geslacht voor te benoemen: Aristosuchus, afgeleid van het Klassiek Griekse ἄριστος, aristos ("de beste"), en Σοῦχος, Souchos, de krokodillengod Sebek. Seeley meende namelijk dat de soort de vertegenwoordiger was van een geheel nieuwe groep die in ontwikkelingsgraad tussen de krokodillen en de dinosauriërs in lag. Niet iedereen is er sindsdien van overtuigd geweest dat het inderdaad een aparte soort was. Alfred von Zittel achtte de vorm identiek aan Coelurus. De meeste onderzoekers beschouwen het echter als een valide naam.
Richard Lydekker bracht in 1891 het misverstand in de wereld dat Fox de resten al in 1866 benoemd had als Calamospondylus oweni. Dit zou betekenen, zoals William Blows stelde in 1998, dat Aristosuchus een jonger synoniem was van Calamospondylus en dus geen geldige naam, of dat, gezien de mogelijkheid dat Calamospondylus door de summiere beschrijving een nomen nudum gebleven was, althans de soortnaam Aristosuchus oweni moest zijn. In 2002 toonde Darren Naish echter aan dat de twee taxa gescheiden waren: Fox had in feite een ander, nu verloren gegaan, fossiel als C. oweni benoemd.

## Beschrijving
Het fossiel, holotype BMNH R178, bestaat uit een sacrum van vijf sacrale wervels, een rechterdijbeen, een ruggenwervel, twee staartwervels en twee schaambeenderen (ossa pubis). Later werden nog twee klauwen, vermoedelijk van de hand, BMNH R179 and R899, aan de soort toegewezen. Deze waren vlak bij de rest van het materiaal gevonden. Toegewezen vondsten uit de omgeving zijn BMNH R5194, een dijbeenkop, BMNH R6426, de bovenkant van een zitbeen en MIWG 5137, een linkerscheenbeen.
De wervels zijn tussen de 21 en 29 millimeter lang. Het dijbeen heeft een vleugelvormige voorste trochanter en een zeer gereduceerde vierde trochanter. De klauwen zijn tamelijk lang. De totale lengte van het dier werd vroeger geschat op zo'n twee meter met een gewicht van ongeveer dertig kilo; huidige schattingen voor het holotype bedragen anderhalve meter en tien kilo.

## Fylogenie
Richard Lydekker meende in 1888 dat Aristosuchus toch een dinosauriër was en tot de Megalosauridae behoorde; in 1889 veranderde hij dat in de Coeluridae. In 1999 wees Naish de soort echter toe aan de Compsognathidae.

## Roemeens materiaal
In 1982 wees Tiberiu Jurcsák twee botten die in het Berriasien-Hauterivien van Roemenië waren gevonden, de halswervel MTCO 16499 en de staartwervel MTCO 17245, toe aan Aristosuchus als een nieuwe nog onbenoemde Aristosuchus sp. Over het algemeen wordt aangenomen dat niet eens zeker is dat beide wervels aan hetzelfde taxon toebehoren en dat de toewijzing aan Aristosuchus dubieus is.